# 万芳亭公园
万芳亭公园位于北京市丰台区西罗园小区西，南三环路北侧，占地10.6公顷。初为荷花塘，1990年初丰台区人民政府决定将其改建公园，由丰台区市政园林局设计、整地铺路、种花植树，于是年三月动工，七月竣工，十月正式对外开放。初名玩芳亭公园，1991年改名万芳亭公园。2008年经过全面改造，增设了健身设备，在公园西侧修建网球馆。

## 沿革
明人《帝京景物略》中记载“草桥去丰台十里,中多亭馆,亭馆多于水频圃中。而元廉希宪之万柳堂、赵参谋之匏瓜亭、栗院使之玩芳亭,要在弥望间,无址无基,莫名其处”表示此时玩芳亭只能确定在草桥附近，但无法确定具体位置。《日下旧闻考》中记载“玩芳亭在燕京东营内，乃栗院使之别墅，一时文彦品题甚富”。根据这些历史记载，故在建园时取名“玩芳亭公园”。
万芳亭公园的设计建造以仿古建筑为主，主门为仿古四柱三间三楼牌楼式大门；园内建筑风格均为明清时代的青砖砌缝、灰瓦挑檐、平顶造型，园内建有三座小山，最高的山上建有攒尖式六角亭，站在亭上可以俯瞰全园景观。 万芳亭公园已被列为国家2A级旅游景区。